# Mother Mary
Mother Mary és una pel·lícula de melodrama èpica estatunidenca escrita i dirigida per David Lowery.

## Premissa
Segueix la relació d'un músic i una dissenyadora de moda.

## Repartiment
- Michaela Coel com a Sam
- Anne Hathaway
- Hunter Schafer com a Hilda
- Kaia Gerber
- Jessica Brown Findlay
- Sian Clifford
- FKA Twigs

## Producció
El projecte es va anunciar per primera vegada el març de 2023. David Lowery escriurà i dirigirà la pel·lícula, i es va anunciar que Michaela Coel i Anne Hathaway protagonitzarien. La música estarà composta per Daniel Hart, amb cançons originals a càrrec dels músics Jack Antonoff i Charli XCX. Al maig, Hunter Schafer es va unir al repartiment. Es va revelar que FKA Twigs tenia un paper a la pel·lícula el març de 2024.
El rodatge va començar a Alemanya el maig de 2023. Al juliol, la producció va rebre una exempció per continuar rodant durant la vaga SAG-AFTRA del 2023.